# NGC 996
NGC 996 je galaksija u zviježđu Andromeda.

## Vanjske poveznice
- SEDS: NGC 996